# Eiríkr Oddsson
Eiríkr Oddsson fue un escaldo islandés del siglo XII autor de Hryggjarstykki, una de las obras del compendio Morkinskinna. De la vida de Eiríkr se conoce muy poco, pero por sus obras se puede discernir que fue un testigo excepcional de la rebelión encabezada por el pretendiente a la corona de Noruega, Sigurd Slembe y su destino.
Aunque su relato sobre tres años de las Guerras Civiles Noruegas no sean completamente fidedignas y se encuentren influenciadas por otras obras, por ejemplo la hagiografía de Magnus de las Orcadas, los eruditos coinciden que es el escaldo más antiguo y testigo presencial de los hechos o que tuvo acceso a información de primera mano.